# Luzonspökuggla
Luzonspökuggla (Ninox philippensis) är en fågel i familjen ugglor inom ordningen ugglefåglar. Den förekommer i Filippinerna. Arten tros minska i antal, men beståndet anses ändå vara livskraftigt.

## Utseende och läte
Luzonspökugglan är en mycket liten (15–20 cm) spökuggla. Den har otydlig brun ansiktsskiva, gråaktiga borst vid näbben och vitaktiga ögonbryn. Vidare är den ostreckat rostbrun på huvud och övre delen av ryggen, medan skapularer, övre vingtäckare och vingpennor har vita fläckar. Undersidan är beigevit med rostbruna streck. Ögonen är orangegula, näbben gräddgul till grå.
Sången består en lång serie högljudda skall som avslutas med fyra haltande toner, utan inslag av vare sig visslingar eller mer morrande ljud.

## Utbredning och systematik
Luzonspökuggla förekommer i Filippinerna och delas in i tre underarter med följande utbredning:
- Ninox philippensis philippensis – öarna Luzon, Panay, Negros, Bohol, Samar och Leyte, med tillhörande mindre öar
- Ninox philippensis centralis – öarna (Guimaras, Negros, Panay och Siquijor)
- Ninox philippensis ticaoensis – ön Ticao

Tidigare fördes även suluspökuggla, mindanaospökuggla, mindorospökuggla och romblonspökuggla till denna art, då under det svenska trivialnamnet filippinsk spökuggla.

## Levnadssätt
Arten hittas i regnskog, både ursprunglig och uppväxande, inklusive skogsbryn och galleriskog. De flesta fynd är från låglänta områden under 1000 meters höjd, men har påträffats upp till 1800 meter. Födan är dåligt känt, men har rapporterats ta insekter, småfåglar, grodor och ödlor. Inte mycket är heller känt om dess häckningsbiologi, annat än att den häckar i trädhål och att dunungar påträffats i mars och maj.

## Status och hot
Arten har ett stort utbredningsområde, men tros minska i antal, dock inte tillräckligt kraftigt för att den ska betraktas som hotad. Internationella naturvårdsunionen IUCN listar därför arten som livskraftig (LC).